# 迈德年斯基·玛丽亚
迈德年斯基·玛丽亚（匈牙利語：Mednyánszky Mária，1901年4月7日—1978年12月22日），出生于布达佩斯，匈牙利女子乒乓球运动员。她曾获得18枚世界乒乓球锦标赛金牌。她也是历史上第一位世界乒乓球锦标赛女子单打冠军得主。